# Индепендьенте

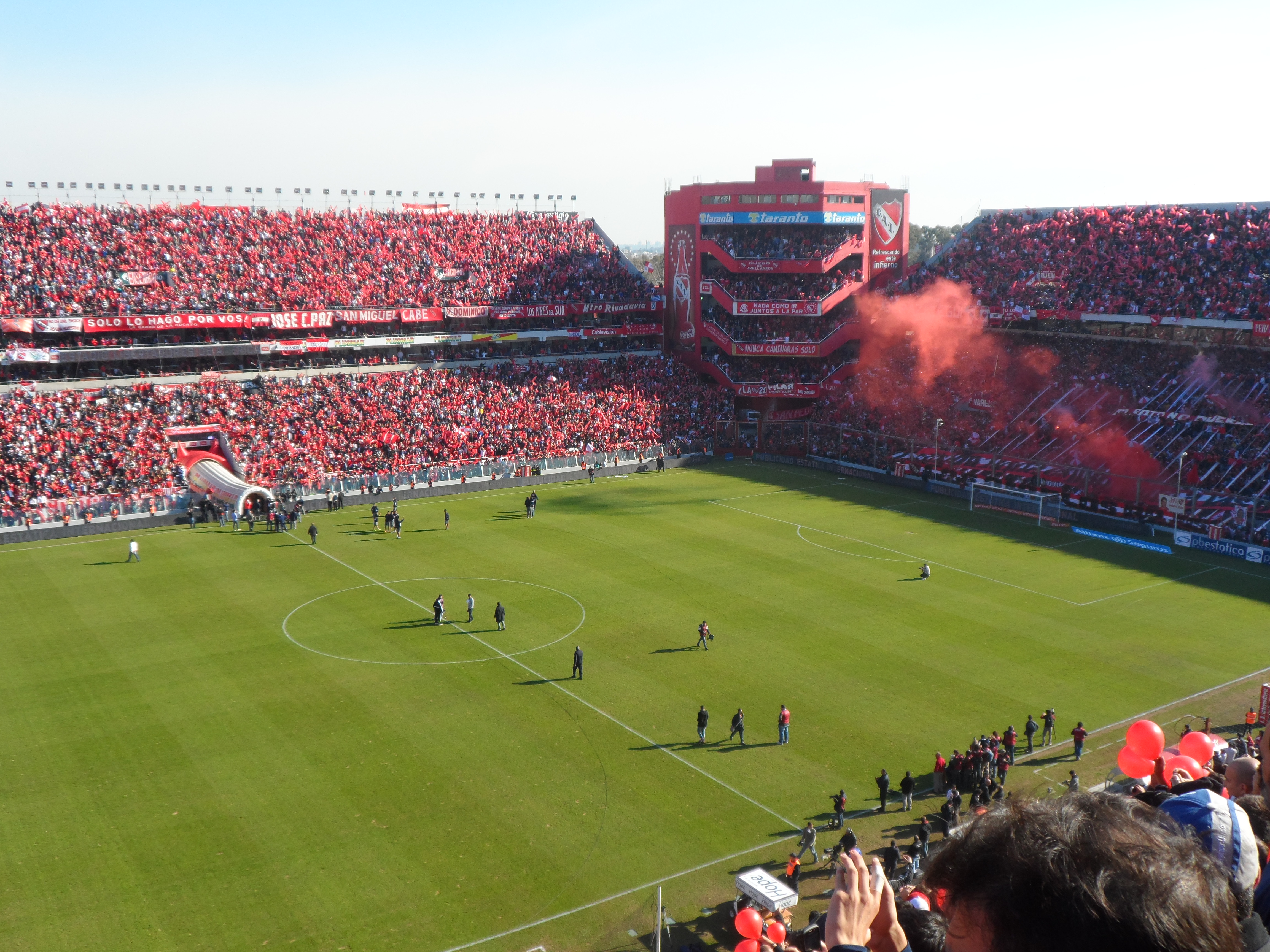

«Индепендье́нте» (исп. Club Atlético Independiente, испанское произношение: [ˈkluβ aˈtletiko indepenˈdjente]) — один из сильнейших и самых популярных аргентинских футбольных клубов из города Авельянеда, восточного пригорода Большого Буэнос-Айреса. «Индепендьенте» 14 раз становился чемпионом Аргентины, уступая по этому показателю только «Ривер Плейт» и «Боке Хуниорс». В то же время команда не знает себе равных по количеству завоёванных Кубков Либертадорес — семь, что является рекордом Южной Америки. Дважды «Индепендьенте» выигрывал Межконтинентальный кубок (в 1973 и 1984 годах).
Также «Индепендьенте» занял 12-е место в списке лучших футбольных клубов XX века по версии ФИФА и второе место — в списке лучших южноамериканских клубов XX века по версии IFFHS.
Главным соперником команды помимо двух столичных грандов («Боки» и «Ривера») является ещё одна команда из Авельянеды — «Расинг», чей стадион расположен в нескольких сотнях метров от арены «Индепендьенте».
По итогам сезона 2012/13 «Индепендьенте» впервые в своей истории вылетел во второй по уровню дивизион чемпионата Аргентины — Примеру B Насьональ. В следующем году клуб добился возвращения в элиту.

## История

### Основание и первые годы
«Индепендьенте» был основан 1 января 1905 в городе Авельянеда, являющемся юго-восточным пригородом Буэнос-Айреса. В городе уже была футбольная команда «Расинг». Появление «Индепендьенте» прежде всего было обусловлено данью моде — считалось, что чем больше футбольных клубов в городе, тем лучше. Конкуренция этих клубов ощущалась во всём, но они были и очень похожи внешне: бело-синяя полосатая футболка «Расинга» и белая с синей эмблемой футболка «Индепендьенте». В 1907 году «Индепендьенте» меняет свою белую футболку на красную, по аналогии с английским клубом «Ноттингем Форест», а дань белому цвету от старой футболки оставляет на эмблеме клуба, в виде диагональной полосы.
Команда дебютировала в элите аргентинского футбола в 1915 году, но первый успех пришёлся на 1922 год, когда «Индепендьенте» впервые стал чемпионом страны. В 20-е годы XX века в Аргентине из-за споров в футбольной ассоциации параллельно проводились два чемпионата: один по версии A.A.F. — Ассоциации Аргентинского Футбола, другой по версии A.Am.F. — Ассоциации Любительского Футбола. «Дьяволы» в эти годы выступали в чемпионате A.Am.F.
Новый успех команда праздновала в 1926 году, когда всё ещё проводились два параллельных чемпионата, каждый из которых провозглашал своего чемпиона. В 1931 году футбол в Аргентине стал профессиональным с едиными чемпионатами. Очередные победы пришли к «Дьяволам» в 1938 и 1939 годах. В те годы в команде выступали два выдающихся футболиста — Арсенио Пастор Эрико и Висенте Де ла Мата, которые до сих пор являются лучшими бомбардирами клуба за всю его историю. В этих двух победных для команды чемпионатах основная борьба развернулась в противостоянии с «Ривер Плейтом».
Свою пятую победу в чемпионате «Индепендьенте» завоевал в 1948 году, и снова, как и десять лет назад, в ожесточенной борьбе с «Ривер Плейт». Из «бикампеонов» в команде остались только два ветерана — Висенте Де ла Мата и Оскар Састре.

### 1960—1970-е годы
Следующий титул «дьяволы» завоевали в 1960 году, когда в Южной Америке появился новый международный турнир — Кубок Либертадорес. В 1960-е годы команду пополнила молодёжь — Хорхе Мальдонадо, Рубен Феррейро, Рауль Декария, Альсидес Сильвейра, Хосе Васкес, Рамон Абеледо, Владас Дукас, Марио Д’Ашенцо и Рикардо Хименес, — большинство из них под руководством тренера Мануэля Джудиче завоевала новое звание чемпиона страны в 1963 году.
Новая страница в истории клуба открылась в 1964 году, с победой в Кубке Либертадорес, в котором «Индепендьенте» дебютировал за три года до того, в 1961 году. В 1964 году в полуфинале соперником «дьяволов» стал победитель двух последних розыгрышей — бразильский «Сантос». В обоих полуфиналах в составе «Сантоса» не было травмированного Пеле. Уже в первом матче в Бразилии произошла сенсация: «Индепендьенте» победил 3:2. Ажиотаж перед ответной игрой в Авельянеде достиг свой высшей точки. Пресса писала, что этот матч — не соперничество двух клубов, а соперничество двух школ или даже двух стран. Аргентинцы выиграли и второй матч — и вышли в финал, где им противостоял уругвайский «Насьональ». В первой игре в Монтевидео была ничья 0:0. Во второй в присутствии 80 тысяч зрителей «Индепендьенте» добился своей первой победы в розыгрыше Кубка Либертадорес благодаря голу, забитому Марио Родригесом на 35-й минуте матча — 1:0.
В соответствии с регламентом Кубка победитель последнего розыгрыша начинал соревнования со стадии полуфинала. На этой стадии розыгрыша Кубка в 1965 году «Индепендьенте» встретился с «Бокой Хуниорс». В первом матче «Дьяволы» победили 2:0, во втором поединке успех сопутствовал «Боке» — 1:0. Для выявления победителя потребовался третий матч, который закончился вничью 0:0. Согласно положению о розыгрыше, в финал вышел «Индепендьенте» — по лучшей разнице мячей в трёх матчах. В финале им противостоял другой уругвайский клуб — «Пеньяроль». Как и в полуфинальной стадии, был назначен третий дополнительный матч в Сантьяго (Чили). Уже к 33-й минуте «Индепендьенте» вёл со счётом 3:0. В итоге — 4:1.
Затем «Индепендьенте» переключился на чемпионат страны, где были одержаны три убедительных победы. После этого, «красные дьяволы» вновь начали побеждать на международной арене. В финале Кубка Либертадорес 1972 года аргентинская команда встретилась с перуанским «Университарио» и добилась победы — 0:0, 2:1.
Через год «Индепендьенте» как победитель последнего розыгрыша был освобождён от игр первого этапа и стартовал с полуфинальной группы. Перед последней игрой с «Сан-Лоренсо» в Авельянеде, «красным дьяволам» была нужна только победа, а их соперников вполне устраивала ничья. Единственный гол, забитый на 50-й минуте центральным нападающим Джаккельо, принёс «Индепендьенте» победу, а с ней и выход в финал. На этот раз финалов против чилийского «Коло-Коло» оказалось три. В третьем матче травмированного бомбардира Бальбуэну заменил Бертони. Счёт был открыт левым крайним «Индепендьенте» Мендосой, но и он получил серьёзную травму и был заменён. На его место вышел Джаккельо. А затем именно Бертони и Джаккельо разыграли комбинацию, и последний забил гол, оказавшийся победным. В итоге 2:1 — и Кубок Либертадорес остался в Авельянеде.
28 ноября 1973 года «Индепендьенте» с четвёртой попытки выиграл Межконтинентальный кубок. В финале в Риме он победил туринский «Ювентус» 1:0. Единственный гол, решивший исход игры на 40-й минуте, забил Бочини. «Ювентус» заменял в этом матче отказавшегося играть победителя Кубка европейских чемпионов амстердамский «Аякс».
В 1974 году «Индепендьенте» начал турнир со второго этапа, где им противостояли уругвайский «Пеньяроль» и аргентинский «Уракан». В первом матче «Индепендьенте» не добился победы — ничья с «Ураканом» 1:1. Затем последовали победы над «Пеньяролем» — 3:2, «Ураканом» — 3:0 и ничья с «Пеньяролем» — 1:1. Финал с бразильским «Сан-Паулу», вновь состоял из трёх матчей. Третий, решающий матч было решено провести в Сантьяго. Матч получился нервным и грубым. Всё решил пенальти, назначенный в ворота бразильской команды на 27-й минуте игры, который чётко реализовал Павони. Штурм, учинённый бразильцами с целью сравнять счёт не принёс результата. «Индепендьенте» в третий раз подряд стал победителем Кубка Либертадорес.
Финал 1975 года с чилийским «Унион Эспаньола» снова состоял из трёх матчей. Четвёртой победы подряд и шестой в своей истории «Индепендьенте» добился 29 июня 1975 года. Этот результат уже был рекордным в истории турнира.
В следующем розыгрыше Кубка Либертадорес «Индепендьенте» лишь по дополнительным показателям не сумел выйти в финал, уступив это право «Ривер Плейту».

### 1980—2000-е годы
Футболисты «Индепендьенте» сосредоточились на внутреннем первенстве. И в 1977 и 1978 годах они дважды подряд становились первыми, выигрывая чемпионат Насьональ. Затем наступил спад. Очередной успех пришёл в 1983 году, когда «дьяволы» стали победителями чемпионата Метрополитано и получили право играть в Кубке Либертадорес. «Индепендьенте» занял в своей группе первое место и вышел во второй этап. Здесь в соперники достались уругвайский «Насьональ» и чилийский «Универсидад Католика». «Инде» занял первое место и вышел в финал, где их ждал действующий победитель турнира — «Гремио» (Бразилия). Гол, забитый Бурручагой на 24-й минуте матча в Порту-Алегри, оказался единственным не только в этом матче, но и во всём двухраундовом поединке. «Индепендьенте» довёл количество своих побед в Кубке Либертадорес до семи.
9 декабря 1984 года команда стала (во второй раз) победителем розыгрыша Межконтинентального кубка, выиграв в Токио у английского «Ливерпуля» 1:0. Единственный гол на счету Перкудани.
После звёздного 1984 года команда постепенно сдала свои позиции одного из сильнейших клубов мира. Относительный прорыв был в середине 1990-х годов, когда «Индепендьенте» выиграл дважды подряд второй на тот момент турнир Южной Америки — Суперкубок Либертадорес, а также стал чемпионом Аргентины в Клаусуре 1994. Значится в коллекции клуба и Рекопа 1994 года — аналога европейского Суперкубка.
Пределом неудач команды стал турнир Клаусуры 2002 года, когда она оказалась на последнем 20-м месте. И только действующая в Аргентине своеобразная система подсчёта очков для клубов, выбывающих в низший дивизион, позволила «Красным Дьяволам» остаться в группе сильнейших.
В Апертуре 2002 «Индепендьенте» сразу же возглавил гонку за победу. Команда демонстрировала небывалую результативность: «Расинг» был побеждён 4:1, «Тальерес» — 4:1, «Колон» — 7:1, «Чакарита Хуниорс» — 6:2. За два тура до окончания чемпионата «Дьяволы» опережали «Боку» всего на три очка, и в предпоследнем туре в Авельянеде состоялся их очный поединок. Ничья 1:1 отодвинула решение вопроса о победителе на последний тур. Лидеры в этих матчах добились успеха, а для «Индепендьенте» победа над «Сан-Лоренсо» (3:0) принесла звание чемпиона. На данный момент это чемпионство является последним для клуба.
В 2010 году «Индепендьенте» завоевал Южноамериканский кубок. В Гоянии хозяева, к тому моменту уже вылетевшие из Серии A чемпионата Бразилии, одержали победу со счётом 2:0. В Авельянеде аргентинцы сумели отыграться уже к концу первого тайма. Итоговый счёт (3:1) продержался до конца как основного, так и дополнительного времени, а в серии пенальти «Короли кубков» были безупречны, победив со счётом 5:3. Таким образом, команда выигрывала различные континентальные клубные трофеи во все десятилетия, начиная с 1960-х годов.
Начало 2010-х годов стало для клуба одним из тяжелейших в истории — команда несколько раз провалила чемпионат и в итоге опустилась на предпоследнее место в таблице вылета (в которой учитываются результаты последних трёх сезонов) по окончании сезона 2012/13, и впервые в своей истории вылетел из Примеры. За год до этого «Красные дьяволы» уже избежали вылета — вместо них эта участь постигла другой великий аргентинский клуб, «Ривер Плейт». Команду в межсезонье покинуло порядка 25 игроков, вместо них пришли лишь восемь игроков (включая уругвайского латераля Кристиана Нуньеса и нападающего Факундо Парру). Большая часть новичков сезона 2013/14 — воспитанники молодёжной академии клуба. По итогам сезона 2013/14 «Индепендьенте» занял лишь третье место в Примере B Насьональ, но всё равно завоевал место в Примере на следующий сезон.
Традицию побеждать в международных турнирах в каждое десятилетие команда продолжила в 2017 году, выиграв во второй раз в истории Южноамериканский кубок. В финале турнира «красные дьяволы» обыграли бразильский «Фламенго».

## Стадион
«Индепендьенте» выступает на стадионе «Кордеро», вмещающем 52.823 зрителей. Стадион был построен в 1928 году, а после грандиозных успехов клуба на международной арене стал именоваться «Стадион Освободителей Америки» («Estadio Libertadores de América»). Также известен под названием «Добле Висера».
Стадион расположен всего в нескольких сотнях метров от арены «Расинга».

## Достижения
- Чемпион Аргентины (14): 1938, 1939, 1948, 1960, 1963, Насьональ 1967, Насьональ 1970, Метрополитано 1971, Насьональ 1977, Насьональ 1978, Метрополитано 1983, 1988/89, Клаусура 1994, Апертура 2002
- Чемпионы Аргентины (допрофессиональный период) (2): 1922 (AAmF), 1927 (AAmF)
- Обладатель Кубка Либертадорес (7): 1964, 1965, 1972, 1973, 1974, 1975, 1984
- Обладатель Южноамериканского кубка (2): 2010, 2017
- Обладатель Суперкубка Либертадорес (2): 1994, 1995
- Финалист Суперкубка Либертадорес (1): 1989
- Обладатель Рекопы Южной Америки (1): 1995
- Обладатель Межамериканского кубка (3): 1973, 1974, 1976
- Обладатель Кубка банка Суруга (1): 2018
- Обладатель Межконтинентального кубка (2): 1973, 1984
- Рекордсмен по количеству выигранных титулов Кубка Либертадорес — 7.

## Известные игроки
В 2008 году ФИФА опубликовала на своём сайте список 20 «легендарных игроков», выступавших за «Индепендьенте». В список попали следующие футболисты:
- Арсенио Эрико (1934—1946)
- Раймундо Орси (1920—1928; 1935)
- Антонио Састре (1931—1942)
- Эрнесто Грильо (1949—1957)
- Луис Артиме (1966—1968)
- Рауль Эмилио Бернао (1961—1971)
- Висенте Де ла Мата (1937—1950)
- Эктор Ясальде (1967—1971)
- Рикардо Павони (1965—1976)
- Мигель Санторо (1962—1974)
- Фернандо Бельо (1933—1944)
- Хосе Омар Пасториса (1966—1972)
- Рубен Гальван (1971—1980)
- Алехандро Семеневич (1970—1976)
- Даниэль Бертони (1973—1978)
- Агустин Бальбуэна (1971—1975)
- Рикардо Бочини (1972—1991)
- Хорхе Бурручага (1982—1985; 1995—1998)
- Энсо Троссеро (1975—1979; 1981—1985)
- Серхио Агуэро (2003—2006)

Ниже представлены рекордсмены клуба по забитым голам и количеству сыгранных матчей в профессиональный период аргентинского футбола (с 1931 года):
| Лучшие бомбардиры                                    |       |
| Игрок                                                | Голов |
| Арсенио Эрико (1934—1946)                            | 293   |
| Висенте Де ла Мата (1937—1950)                       | 152   |
| Антонио Састре (1931—1942)                           | 112   |
| Рикардо Бочини (1972—1991)                           | 103   |
| Норберто Оутес (1975—1980)                           | 95    |
| Эрнесто Грильо (1949—1957)                           | 90    |
| Камило Родольфо Сервино (1950—1954; 1959; 1961—1962) | 89    |
| Даниэль Бертони (1973—1978)                          | 82    |
| Анибаль Тарабини (1966—1970)                         | 81    |
| Хорхе Бурручага (1982—1985; 1995—1998)               | 79    |
| Антонио Альсаменди (1978—1981)                       | 75    |
| Эктор Ясальде (1967—1971)                            | 73    |
| Даниэль Монтенегро (2001—2003; 2006—2007)            | 68    |
| Хосе Соррилья (1934; 1935—1941)                      | 65    |
| Карлос Лакасия (1950—1954)                           | 63    |

| Рекордсмены по матчам                 |        |
| Игрок                                 | Матчей |
| Рикардо Бочини (1972—1991)            | 691    |
| Рикардо Павони (1965—1976)            | 484    |
| Уго Вильяверде (1976—1991)            | 420    |
| Мигель Санторо (1962—1974)            | 385    |
| Висенте Де ла Мата (1937—1950)        | 362    |
| Гильермо Даниэль Риос (1984—1997)     | 358    |
| Энсо Троссеро (1975—1979; 1981—1985)  | 342    |
| Антонио Састре (1931—1942)            | 340    |
| Арсенио Эрико (1934—1946)             | 325    |
| Рикардо Джусти (1980—1991)            | 322    |
| Фернандо Бельо (1933—1944)            | 300    |
| Нестор Клаусен (1980—1988, 1995—1996) | 297    |
| Рауль Эмилио Бернао (1961—1971)       | 270    |
| Рубен Гальван (1971—1980)             | 264    |
| Фермин Лесеа (1932—1940)              | 263    |

Кроме того, более 100 мячей с учётом допрофессионального периода забили  Мануэль Сеоане (выступал за команду в 1920—1923, 1924 и 1926—1933 годах, всего забил 241 гол в 264 матчах) и  Луис Раваскино (1923—1934, всего забил за «Индепендьенте» 102 гола в 207 матчах).